# Port de Henitchesk
Le port de Henitchesk est un port d'Ukraine lié à la mer d'Azov.

## Histoire
Le port est lié au port de Berdiansk.

## Infrastructures et installations
Il est géré par l'Autorité portuaire d'Ukraine qui est sous l'autorité du Ministère de l'Infrastructure (Ukraine).